# Дан Алекса
Дан Алекса (рум. Dan Alexa, нар. 28 жовтня 1979, Карансебеш) — румунський футболіст, що грав на позиції півзахисника. По завершенні ігрової кар'єри — тренер.
Виступав, зокрема, за «Динамо» (Бухарест) та «Тімішоару», а також національну збірну Румунії.

## Клубна кар'єра
У дорослому футболі дебютував 1998 року виступами за команду «УМ Тімішоара», в якій провів один сезон, взявши участь у 10 матчах чемпіонату. У 1999 році він перейшов у «Рокар» (Бухарест), клубу першого дивізіону на той час. Дебютував у Дивізіоні А в матчі проти «Стяуа», який відбувся 31 липня 1999 року. У футболці «Рокара» за два сезони провів 37 матчів у першій лізі, забив лише один гол. Його найбільший результат був досягнутий у 2001 році, коли «Рокар» вперше зіграв у фіналі Кубка Румунії, де програв 2:4 столичному «Динамо». У своєму першому повному сезоні він посів дванадцяте місце в Дивізії А з клубом.
У наступному сезоні Алекса відіграв лише першу половину сезону з «Рокаром» і під час зимової перерви перейшов до іншої місцевої команди «Університатя» (Крайова), де пробув півроку, перш ніж перейшов у «Динамо» (Бухарест). У своєму першому сезоні Алекса досяг шостого місця з «Динамо», але зміг виграти Кубок Румунії, а у наступному сезоні 2003/04 Дан здобув «золотий дубль», вигравши чемпіонат та кубок.
Згодом з 1999 по 2006 рік грав у складі команд «Рокар» (Бухарест), «Університатя» (Крайова), «Динамо» (Бухарест), «Бейцзін Гоань» та «Динамо» (Бухарест). Протягом цих років двічі виборював титул володаря Кубка Румунії, ставав чемпіоном Румунії.
У 2004 році Алекса поїхав до Китаю і став гравцем клубу «Бейцзін Гоань». Зайнявши шосте місце в чемпіонаті, він повернувся в «Динамо» навесні сезону 2005/06, і за підсумками сезону клуб з Алексою посів третє місце.
Влітку 2006 року він підписав контракт з клубом «Політехніку» (Тімішоара), який тоді виступав у вищій лізі Румунії. Після шостого місця у 2007 році та шостого у 2008 році він зміг стати віце-чемпіоном Румунії у сезоні 2008/09 і кваліфікуватися до Ліги чемпіонів. Він і його команда закінчили сезон 2010/11, знову посівши друге місце, поступившись «Оцелулу».
Після того, як влітку його клубу було відмовлено в допуску до сезону 2011/12, він перейшов до бухарестського «Рапіда». З «Рапідом» він зміг завершити сезон на четвертому місці, що означало кваліфікацію до Ліги Європи. Там він зі своєю командою дійшов до групового етапу. У фіналі Кубка Румунії 2012 року він зіграв проти «Динамо» (Бухарест), але поступився 0:1.
Потім він перебрався в «Політехніку» «Політехніку» (Тімішоара), з якою став віце-чемпіоном Румунії в 2011 році. Потім, після вильоту клубу у другій лізі за пенальті, він пішов у «Рапід» Бухарест. У 2012 році став гравцем кіпрського «Анортосіса» з Фамагусти. Завершив кар'єру в 2014 році.
Завершив ігрову кар'єру у кіпрській команді «Анортосіс», за яку виступав протягом 2012—2014 років. У березні 2014 році Алекса розірвав контракт з кіпрською командою, щоб стати тренером.

## Виступи за збірну
27 травня 2004 року дебютував в офіційних матчах у складі національної збірної Румунії в товариській грі проти збірної Ірландії (0:1).
Надалі у складі збірної він не грав більше шести років, перш ніж Разван Луческу викликав його на товариський матч проти Італії 17 листопада 2010 року, де Дан вийшов на поле, замінивши Адріана Ропотана на 80-й хвилині. У третьому своєму матчі за збірну, який відбувся 8 лютого 2011 року проти збірної України (2:2) на Кіпрському турнірі, Алекса забив два м'ячі, таким чином забивши свої єдині голи на міжнародному рівні.
Наступного місяця Алекса зіграв у відбірковому матчі до чемпіонату Європи проти Боснії та Герцеговини, а влітку зіграв у двох іграх проти Бразилії та Парагваю під час поїздки до Південної Америки в червні 2011 року. Після подальшого відходу Луческу він більше не викликався його наступником Віктором Піцурке. Загалом протягом кар'єри в національній команді, яка тривала 8 років, Алекса провів у її формі 6 матчів, забивши 2 голи.

## Кар'єра тренера
У березні 2014 року Алекса отримав запрошення замінити Аурела Шунду на посаді головного тренера клубу «Полі Тімішоара». З цієї причини він негайно завершив ігрову кар'єру. Однак він не зміг запобігти вильоту свого клубу з вищого дивізіону того ж року. Він також керував клубом у Лізі ІІ і привів його до підвищення в 2015 році. Після восьми перемог на початку сезону 2015/16 їхні шляхи знову розійшлися в серпні 2015 року. Через кілька днів він змінив Флоріна Маріна на посаді головного тренера «Рапіда» (Бухарест) в Лізі II. З «Рапідом» він також домігся підвищення до першого дивізіону, але клубу було відмовлено в підвищенні в липні 2016 року з фінансових причин.
У серпні 2016 року Алекса приєднався до «Тиргу-Муреша», але вже у грудні 2016 року його підписав інший клуб «Конкордія» (Кіажна). Там він завершив сезон 2016/17, залишившись у вищій лізі. Після першого туру наступного сезону його контракт було розірвано в липні 2017 року. Через місяць він став новим головним тренером «Дунеря» (Келераші) у Лізі ІІ, де пропрацював до літа 2019 року.
У червні 2019 року став головним тренером команди «Астра» (Джурджу), але вже у жовтні покинув команду. Згодом також очолював команди «Рапід» (Бухарест), «Політехніка» (Тімішоара), «Решица», «Брашов», «Ботошані» та «Тунарі».

## Титули і досягнення
- Чемпіон Румунії (1):

«Динамо» (Бухарест): 2003/04
- Володар Кубка Румунії (2):

«Динамо» (Бухарест): 2002/03, 2003/04